# Poundland
Poundland je obchodní řetězec ve Spojeném království, který prodává veškeré zboží za jednu libru. Prodává se zde kosmetika, hygiena, jídlo, oblečení, elektronika, a další zboží.
Založen byl v roce 1990 Davem Doddem a Stephenem Smithem. V roce 2011 měl 335 poboček ve Spojeném království a zaměstnával 7000 pracovníků.
Každý týden do obchodů Poundland zavítá přes 30 000 zákazníků.[zdroj⁠?!]